# NGC 6950
NGC 6950 este o galaxie situată în constelația Delfinul. A fost descoperită în 15 octombrie 1784 de către William Herschel.